# محمد الجيلاتي
محمد الجيلاتي (مواليد 1945) هو خبير اقتصادي وخبير مالي سوري شغل منصب وزير المالية من أبريل 2011 إلى 9 فبراير 2013.

## النشأة والتعليم
ولد الجيلاتي في دمشق عام 1945. حصل على درجة البكالوريوس في الاقتصاد من جامعة دمشق في عام 1967 ودكتوراه في الاقتصاد والمالية من الاتحاد السوفيتي السابق في عام 1975.

## المسيرة المهنية
كان الجيلاتي أستاذا في كلية الاقتصاد بجامعة دمشق ابتداء من عام 1975 ورئيس قسم المحاسبة حيث شارك لمدة عشر سنوات في عدة لجان من خطط الإصلاح الاقتصادي الحكومي في القطاع العام بالإضافة إلى الإشراف على العديد من أطروحات الدكتوراه.
شغل منصب رئيس جمعية المحاسبين القانونيين في سوريا لمدة أربع سنوات ونائب رئيس مجلس مفوضي لجنة الأوراق المالية والأسواق المالية السورية في الفترة من 2005 إلى 2009. كان يشغل منصب المدير التنفيذي لسوق دمشق للأوراق المالية من إنشاء السوق في فبراير 2009 إلى عام 2011.
في أبريل 2011 تم تعيينه وزيرا للمالية في مجلس الوزراء عادل صفر. انتهت فترة ولايته في 9 فبراير 2013.

## الحياة الشخصية
الجيلاتي متزوج ولديه 5 أطفال.